# Природни сателити Марса
Планета Марс поседује два мала природна сателита:
- Фобос
- Дејмос

Верује се да су оба тела астероиди заробљени Марсовом гравитацијом.